# 주앙 칸셀루
주앙 페드루 카바쿠 칸셀루(포르투갈어: João Pedro Cavaco Cancelo, 1994년 5월 27일 ~ )는 사우디아라비아의 축구 클럽 알힐랄과 포르투갈 축구 국가대표팀에서 뛰는 포르투갈의 축구 선수이다. 주로 우측 측면 수비수로 뛰며, 우측 윙어나 좌측 측면 수비수로도 뛸 수 있다.
벤피카에서 선수 생활을 시작했고, 20살 때인 2014년에 스페인의 축구 클럽 발렌시아에 처음에는 임대로 입단하였다. 발렌시아에서 91경기를 소화한 후, 임대로 인테르나치오날레가 있는 세리에 A에 진출했으며, 이후 2018년에 유벤투스와 계약을 맺었고 입단 후 첫 시즌에 리그와 수페르코파 이탈리아나 우승컵을 들어올렸다.
모든 연령별 대표팀을 아울러, 칸셀루는 포르투갈 대표팀에서 75경기에 출전했고 세 차례 득점을 해냈다. 2016년에 성인 대표팀 데뷔를 했다.

## 클럽 경력

### 벤피카
칸셀루는 세투발현 바헤이루에서 태어났으며, 지역팀 바헤이렌스에서 축구를 시작했다. 13살 때인 2007년에 벤피카 유소년 팀에 입단했고, 그곳에서 오른쪽, 왼쪽 측면 수비수로 뛰었다.
2012년 7월 28일, 칸셀루는 질 비센트와 친선전에서 벤피카 1군 데뷔전을 치렀고, 오른쪽 측면 수비수로 90분을 뛰었다. B 팀에 등록되었지만, 1군 팀의 막시 페레이라의 대체 가능 선수로 내세워졌고 2013년까지 주니오르스에서도 뛰었으며, 같은 해 5월 18일에 히우 아브를 2-1로 이긴 경기에서 두 골을 넣으며 유소년 리그 우승을 차지했다.
칸셀루는 2014년 1월 25일, 타사 다 리가에서 질 비센트를 홈에서 1-0으로 앞서던 후반에 교체 선수로 출전하며, 벤피카 1군팀에서 첫 공식 경기를 치렀다. 리그 우승을 확정지은 이후인 5월 10일에 열린 프리메이라 리가 첫 출전을 했고 포르투에게 1-2로 진 경기에서 선발 출전을 했다.

### 발렌시아
2014년 8월 20일, 칸셀루는 1년 임대 계약으로 발렌시아에 입단했다. 그의 라 리가 데뷔전은 9월 25일에 열렸고, 코르도바를 홈에서 3-0으로 이긴 경기에서 풀타임을 뛰었다. 이적 후 첫 시즌을 모든 대회를 합쳐 13경기 출전으로 마감했다.
2015년 5월 25일, 칸셀루는 이적료 1,500만 유로에 2021년 6월 30일까지 발렌시아와 계약을 맺기로 동의했다.  9월 16일에 제니트 상트페테르부르크에게 홈에서 2–3로 진 UEFA 챔피언스리그 개막전에서 발렌시아 소속으로 첫 골을 넣었으며, 다음 해 4월 20일 메스타야 경기장에서 에이바르에게 4-0으로 이긴 경기에서 리그 첫 골을 넣기도 했다.

### 인테르나치오날레
2017년 8월 22일, 칸셀루는 완전 이적 조항이 포함된 2018년 6월 30일까지 1년 임대 계약으로 인테르나치오날레에 입단했다. 이 계약은 칸셀루를 조프레 콩도비아와 맞바꾼 선수 교환이었다. 나흘 후 칸셀루는 로마를 3-1로 이기고 있던 경기에서 83분에 안토니오 칸드레바의 교체 선수로 세리에 A 첫 출전을 했다.
2017년 8월 후반 칸셀루는 국가대표팀 차출 기간인 2017년 8월 말에 무릎 인대 부상을 입어, 고통을 한달 반가량 경기에 나가지 못하였다. 데르비 델라 마돈니나에서 AC 밀란을 3-2로 이긴 홈 경기로 복귀하여 20분 간 출전했다.

### 유벤투스
2018년 6월 27일 칸셀루는 4천 40만 유로에 5년 계약으로 유벤투스로 이적하여, 8월 18일 키에보와 원정 경기에서 3-2로 승리하며 첫 국내 리그 출전을 했다. 수페르코파 이탈리아나에서 밀란을 1-0으로 이긴 경기에 풀타임 출전을 하며, 2019년 1월에 유벤투스 소속으로 첫 우승 트로피를 거머쥐었다. 같은 달, 그는 로마 스타디오 올림피코에서 라치오를 2-1로 역전한 경기에서 리그 첫 골을 넣었고, 또한 같은 경기에서 승리에 결정적인 페널티 반칙을 유도해내, 크리스티아누 호날두가 잇따라 추가 득점 하는데 도움을 주었다.
2019년 4월 20일, 칸셀루는 라이벌 구단 피오렌티나를 상대로 스쿠데토를 결정짓는 경기에 뛰었으며, 유벤투스는 2-1로 승리하며, 리그 8연패를 달성했다.

### 맨체스터 시티
2019년 8월 7일, 다닐루와 스왑딜로 맨체스터 시티로 이적했다.

### 바이에른 뮌헨

#### 22-23 시즌
22-23 시즌 겨울 이적시장 마지막 날인 2023년 1월 31일, 칸셀루는 바이에른 뮌헨으로 임대이적했다. 계약 기간은 6개월이며 바이에른 뮌헨이 22-23 시즌 종료 이후 여름 이적시장에 7000만 유로로 그를 영입할 수 있는 완전 이적 조항이 포함되어 있다. 바이에른 뮌헨으로 임대이적한 후 2일 뒤인 2023년 2월 2일, 그는 바이에른 뮌헨이 메바 아레나에서 1. FSV 마인츠 05를 4-0으로 이긴 DFB-포칼 2022-23 16강전에 선발출전하며 바이에른 뮌헨 데뷔전을 가졌고 전반 17분 에리크 막심 슈포모팅의 득점을 만들어내며 바이에른 뮌헨 데뷔전에서 공격포인트를 만들었다. 이후 71분에 레온 고레츠카와 교체되었다.
4일 뒤 2023년 2월 6일 칸셀루는 바이에른 뮌헨이 폭스바겐 아레나에서 VfL 볼프스부르크를 4-2로 이긴 분데스리가 19라운드에 선발출전하며 분데스리가 데뷔전을 가졌고 전반 13분 킹슬레 코망에게 크로스를 올려 코망의 두 번째 골을 만들면서 분데스리가 데뷔전에서도 공격포인트를 만들었다. 전반 22분 왼발로 페널티 박스 안에 있던 레온 고레츠카에게 공을 전달했지만 공은 고레츠카의 머리에 맞지 않고 빗나갔다. 이후 78분에 데일리 블린트와 교체되었다.
2023년 3월 11일, 칸셀루는 바이에른 뮌헨이 알리안츠 아레나에서 FC 아우크스부르크를 5-3으로 이긴 분데스리가 24라운드에서 오른쪽 윙백 자리에 선발출전했다. 3분 패널티박스 안으로 돌파하는 메르김 베리샤를 놓쳐 아우크스부르크의 선제골을 만들었지만 16분 리로이 자네의 패스를 받아 패널티박스 안으로 돌파해 오른발로 공을 차 라파우 기키에비츠 골키퍼를 뚫고 바이에른 뮌헨의 동점골을 만들었고 74분 마티스 텔의 패스를 받아 패널티박스 안에서 크로스를 올려 알폰소 데이비스의 골을 어시스트했다. 그리고 85분 옐로카드를 받았다. 칸셀루는 이 경기에서 바이에른 뮌헨 소속으로 첫 골을 넣었다.
2023년 3월 19일, 칸셀루는 바이에른 뮌헨이 바이아레나에서 바이어 레버쿠젠에게 1대 2로 패배한 분데스리가 25라운드에서 오른쪽 윙백으로 선발 출전했다. 그는 22분 페널티 에이리어 오른쪽에서 요주아 키미히가 바이에른 뮌헨의 선제골을 넣는 기반이 된 크로스를 레온 고레츠카에게 올렸다. 칸셀루는 전반전이 끝나고 세르주 그나브리와 교체되었다.
2023년 4월 11일, 칸셀루는 바이에른 뮌헨이 에티하드 스타디움에서 맨체스터 시티에게 0대 3으로 패배한 22-23 UEFA 챔피언스리그 8강 1차전에서 81분 알폰소 데이비스와 교체되며 친정팀 맨체스터 시티를 상대했다.

### 바르셀로나
2023년 9월 1일, 바르셀로나로 임대이적했다.

## 국가대표 경력

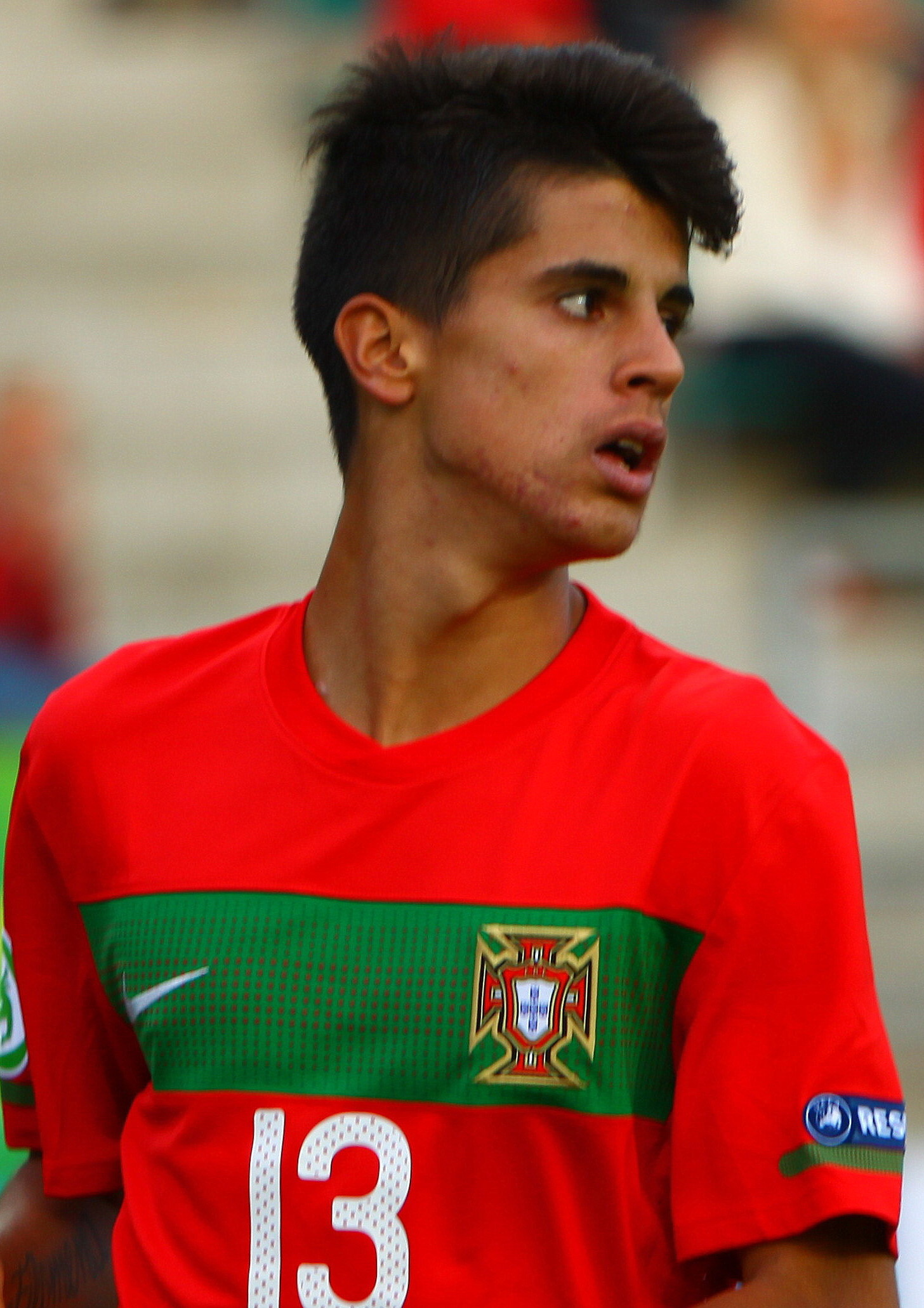
포르투갈 U19 시절인 2012년

칸셀루는 2012년 UEFA U-19 축구 선수권 대회에서 포르투갈 대표팀으로 출전했다. 리투아니아에서 열린 그 다음 대회에도 선발되었다.
포르투갈 U-20 축구 국가대표팀 소속으로 2013 FIFA 월드컵과 2014년 툴롱 대회에 출전했다. 월드컵에서는 두 경기를 뛰었고, 16강까지 도달했다.
2015년 유럽 선수권대회에 참가하는 21세 이하 대표팀에 속했다. 그는 자신의 유일한 대회 출전 경기인 독일을 준결승에서 5-0으로 이긴 경기에서 후반에 왼쪽 수비수 하파엘 게헤이루의 교체 선수로 출전했고, 결승전에서는 스웨덴에게 패했다.
칸셀루는 2016년 8월 26일에 성인 대표팀 감독 페르난두 산투스에 의해 처음으로 성인 대표팀에 호출되었으며, 9월 1일에 지브롤터를 5-0으로 이긴 친선전에 90분 풀타임을 뛰었고 팀의 세 번째 득점을 해냈다. 다음 달에 안도라 (6–0, 홈)와 페로 제도 (원정, 6-0)를 상대로 하는 2018년 FIFA 월드컵 지역 예선 두 차례 경기에도 뽑혔다.
2018년 5월, 칸셀루는 러시아 월드컵 최종 예비 명단 35인에 포함되었으나, 최종 명단에는 들지 못했다.

## 플레이 스타일
칸셀루는 주력, 활동력, 공격 능력과 더불어 발 기술, 창의성, 크로스 능력으로도 잘 알려져 있다. 칸셀루는 오른쪽에서 주로 뛰기는 하지만 양쪽 측면 수비수와 윙어 모두 소화할 수 있다.

## 사생활
2013년 1월, 칸셀루는 자신은 작은 부상에 그쳤지만 어머니 필로메나 칸셀루(포르투갈어: Filomena Cancelo)를 잃은 교통사고를 겪었다. 그는 교통사고 이후 축구에 흥미를 잃어 축구 선수 경력을 포기할 지 깊이 고민했지만 어머니와 가족들을 자랑스럽게 하기 위해 축구 선수의 길을 계속 걸었다. 칸셀루는 어머니에게 감사함을 표하기 위해 포르투갈을 방문할 때마다 어머니의 무덤을 방문하며 골을 넣을 때마다 어머니에게 감사함을 의미하는 골 셀러브레이션을 한다.

## 경력 통계

### 클럽
2019년 5월 19일 경기  기준
| 클럽             | 시즌        | 국내 리그 | 국내 리그 | 국내 컵대회 | 국내 컵대회 | 리그 컵대회 | 리그 컵대회 | 대륙별 대회 | 대륙별 대회 | 합계 | 합계 |
| 클럽             | 시즌        | 출전      | 득점      | 출전        | 득점        | 출전        | 득점        | 출전        | 득점        | 출전 | 득점 |
| ---------------- | ----------- | --------- | --------- | ----------- | ----------- | ----------- | ----------- | ----------- | ----------- | ---- | ---- |
| 벤피카 B         | 2012-13     | 20        | 2         | -           | -           | -           | -           | -           | -           | 20   | 2    |
| 벤피카 B         | 2013–14     | 31        | 1         | -           | -           | -           | -           | -           | -           | 31   | 1    |
| 벤피카 B         | 합계        | 51        | 3         | -           | -           | -           | -           | -           | -           | 51   | 3    |
| 벤피카           | 2013–14     | 1         | 0         | 0           | 0           | 1           | 0           | 0           | 0           | 2    | 0    |
| 발렌시아         | 2014–15     | 10        | 0         | 3           | 0           | -           | -           | -           | -           | 13   | 0    |
| 발렌시아         | 2015–16     | 28        | 1         | 4           | 1           | -           | -           | 7           | 1           | 39   | 3    |
| 발렌시아         | 2016–17     | 35        | 1         | 3           | 0           | -           | -           | -           | -           | 38   | 1    |
| 발렌시아         | 2017–18     | 1         | 0         | 0           | 0           | -           | -           | -           | -           | 1    | 0    |
| 발렌시아         | 합계        | 74        | 2         | 10          | 1           | -           | -           | 7           | 1           | 91   | 4    |
| 인테르나치오날레 | 2017–18     | 26        | 1         | 2           | 0           | -           | -           | -           | -           | 28   | 1    |
| 유벤투스         | 2018–19     | 25        | 1         | 1           | 0           | 1           | 0           | 7           | 0           | 34   | 1    |
| 커리어 합계      | 커리어 합계 | 177       | 7         | 13          | 1           | 2           | 0           | 14          | 1           | 206  | 9    |

1. ↑  타사 드 포르투갈, 코파 델 레이, 코파 이탈리아
2. ↑  타사 다 리가, 수페르코파 이탈리아나
3. ↑  UEFA 챔피언스리그, UEFA 유로파리그

### 국가대표팀
2019년 3월 25일  기준
| 국가대표팀 | 연도 | 출전 | 득점 |
| ---------- | ---- | ---- | ---- |
| 포르투갈   |      |      |      |
| 2016       | 4    | 3    |      |
| 2017       | 2    | 0    |      |
| 2018       | 6    | 0    |      |
| 2019       | 2    | 0    |      |
| 합계       | 합계 | 14   | 3    |

### 국가대표팀 득점
2016년 10월 10일  기준
| No. | 날짜             | 경기장                                | 상대팀    | 득점 | 결과 | 종류                         |
| --- | ---------------- | ------------------------------------- | --------- | ---- | ---- | ---------------------------- |
| 1.  | 2016년 9월 1일   | 포르투갈 포르투 에스타디우 두 베사    | 지브롤터  | 3–0  | 5–0  | 친선전                       |
| 2.  | 2016년 10월 7일  | 포르투갈 아베이루 이스타디우 무니시팔 | 안도라    | 3–0  | 6–0  | 2018년 FIFA 월드컵 지역 예선 |
| 3.  | 2016년 10월 10일 | 페로제도 토르스하운 토르스뵐루르      | 페로 제도 | 6–0  | 6–0  | 2018년 FIFA 월드컵 지역 예선 |

## 수상

#### 벤피카
- 프리메이라 리가 : 2013–14[8]

#### 유벤투스[60]
- 세리에 A : 2018–19[63][64]
- 수페르코파 이탈리아나 : 2018[65][25]

#### 맨체스터 시티
- 프리미어리그 : 2020-21, 2021-22
- EFL컵 : 2019-20, 2020-21

#### 포르투갈
- UEFA 네이션스리그: 2018–19[66]

#### 개인
- 세리에 A 올해의 팀 : 2017–18[67], 2018-19
- PFA 올해의 팀 : 2020-21, 2021-22
- ESM 올해의 팀 : 2020-21, 2021-22
- FIF/PRO 월드 11 : 2022